# Paris-Roubaix de 2004
A Paris-Roubaix 2004 foi a 102.ª edição desta corrida ciclista que teve lugar a 11 de abril de 2004 sobre uma distância de 261 km.
O ciclista sueco Magnus Backstedt, ganhou a prova sendo assim o primeiro e único ciclista dessa nacionalidade que a ganhou.

## Classificação final
| Posição | Ciclista          | Equipa                                     | Tempo       |
| ------- | ----------------- | ------------------------------------------ | ----------- |
| 1.      | Magnus Backstedt  | Alessio-Bianchi                            | 6h 40' 26’’ |
| 2.      | Tristan Hoffman   | CSC                                        | m.t.        |
| 3.      | Roger Hammond     | Mrbookmaker.com-Palmans                    | m.t.        |
| 4.      | Fabian Cancellara | Fassa Bortolo                              | m.t.        |
| 5.      | Johan Museeuw     | Quick Step-Davitamon                       | + 17’’      |
| 6.      | Peter Van Petegem | Lotto-Domo                                 | m.t.        |
| 7.      | Léon van Bon      | Lotto-Domo                                 | + 29"       |
| 8.      | George Hincapie   | US Postal Service presented by Berry Floor | m.t.        |
| 9.      | Tom Boonen        | Quick Step-Davitamon                       | m.t.        |
| 10.     | Frank Høj         | CSC                                        | m.t.        |